# Maradahalli, Krishnarajpet
Maradahalli là một làng thuộc tehsil Krishnarajpet, huyện Mandya, bang Karnataka, Ấn Độ.